# Berwick Rangers Football Club
Il Berwick Rangers Football Club, meglio noto come Berwick Rangers, è una società calcistica britannica di Berwick-upon-Tweed (Northumberland) che, pur trovandosi in Inghilterra, è affiliato alla federazione calcistica scozzese. Partecipante dal 1951 al 2019 alle divisioni professionistiche scozzesi, ora milita nella Lowland Football League, il principale campionato semiprofessionistico della Scozia meridionale.
Le ragioni per cui il club disputa i tornei scozzesi sono storiche e geografiche, essendo la città più settentrionale d'Inghilterra e più prossima ad altre rilevanti località scozzesi che non inglesi (dista circa 2,5 km dal confine scozzese ed è più vicina a Edimburgo che a Newcastle, capoluogo storico del Northumberland).

## Storia
Il Berwick fu fondato nel 1884 e si affiliò alla Scottish Football Association nel 1905. Ciononostante la prima partecipazione a un campionato nazionale, fatta eccezione per le categorie amatoriali, si ebbe quasi mezzo secolo più tardi, nel 1951, anno in cui venne inserito nella Scottish Division Three, terza serie scozzese composta perlopiù dalle seconde squadre dei club delle categorie superiori. Quattro anni dopo fu sancita la separazione completa delle squadre titolari dalle squadre riserve e il Berwick Rangers, insieme ad altri club, fu ammesso in Scottish Division Two.
I primi anni in seconda serie non furono molto soddisfacenti, in quanto si piazzò sempre nella seconda metà della classifica. Inoltre, nel 1964 rischiò di essere escluso dai campionati nazionali a causa di una riforma, sostenuta principalmente dai Rangers, che prevedeva di rimuovere le squadre meno abbienti (Brechin City, Stenhousemuir, Stranraer e lo stesso Berwick); l'intervento della fazione opposta (tra cui Celtic, Airdrieonians e Hamilton Academical), favorevole al mantenimento di tutte le squadre, scongiurò questa possibilità.
Il primo piazzamento di rilievo fu il quinto posto della stagione 1973-74. L'anno successivo fu tra le squadre relegate nella nuova terza serie, la Second Division. Vinse il campionato nel 1978-79 e risalì in seconda serie (ridenominata First Division, che mantenne per due stagioni prima di retrocedere nuovamente.
Il Berwick militò in Second Division per tutti gli anni ottanta e per oltre metà degli anni novanta, segnando come migliori piazzamenti un secondo posto (1993-94) e un terzo posto (1995-96), dopodiché retrocesse in Third Division, istituita pochi anni prima. Arrivò secondo nel campionato 1999-2000, dietro al Queen's Park, e ritornò in Second Division, dove andò vicino a una nuova promozione nella stagione successiva, in cui fu terzo a -4 dall'Arbroath promosso. In seguito fece piazzamenti da metà classifica, poi retrocesse nel 2005. Due anni dopo vinse la Third Division 2006-07 e risalì ancora, ma in Second Division durò soltanto una stagione, conclusa all'ultimo posto e con una retrocessione matematica prematura.
Nel successivo periodo in Third Division, diventata League Two dal 2013, il Berwick non è mai andato sopra il quarto posto, e al termine della stagione 2018-19 è arrivato ultimo e chiamato a disputare lo spareggio contro il Cove Rangers, club semiprofessionistico della sottostante Lowland Football League. Il doppio confronto è finito con un netto 0-7 che ha estromesso il Berwick dalle serie professionistiche, il secondo club a uscirne dopo l'East Stirlingshire nel 2016.
Dal 2019 partecipa al campionato di Lowland League, senza risultati di rilievo.

## Palmarès

### Competizioni nazionali
- Scottish Second Division: 1

1978-1979
- Scottish Third Division: 1

2006-2007

### Competizioni regionali
- East of Scotland Football League: 2

1927-1928, 1946-1947
- East of Scotland Shield: 2

1980-1981, 1983-1984

### Altri piazzamenti
- Scottish Second Division:

Secondo posto: 1993-1994, 2000-2001
Terzo posto: 1983-1984, 1995-1996
- Scottish Third Division:

Secondo posto: 1999-2000, 2005-2006
- East of Scotland Football League:

Secondo posto: 1923-1924, 1928-1929

## Statistiche e record

### Partecipazione ai campionati
| Livello | Categoria                | Partecipazioni | Debutto   | Ultima stagione | Totale |
| ------- | ------------------------ | -------------- | --------- | --------------- | ------ |
| 2°      | Scottish Division Two    | 20             | 1955-1956 | 1974-1975       | 22     |
| 2°      | Scottish First Division  | 2              | 1979-1980 | 1980-1981       | 22     |
| 3°      | Scottish Division Three  | 4              | 1951-1952 | 1954-1955       | 30     |
| 3°      | Scottish Second Division | 26             | 1975-1976 | 2007-2008       | 30     |
| 4°      | Scottish Third Division  | 10             | 1997-1998 | 2012-2013       | 16     |
| 4°      | Scottish League Two      | 6              | 2013-2014 | 2018-2019       | 16     |

#### Campionati Semiprofessionistici
| Livello | Categoria               | Partecipazioni | Debutto   | Ultima stagione | Totale |
| ------- | ----------------------- | -------------- | --------- | --------------- | ------ |
| 5°      | Lowland Football League | 6              | 2019-2020 | 2024-2025       | 6      |